# Abe Cunningham
Abraham Cunningham, detto Abe (Long Beach, 27 luglio 1973), è un batterista statunitense.
È il batterista dei Deftones, band alternative metal californiana di Sacramento, spesso citata per aver lanciato il nu metal, insieme ai Korn, e per aver esercitato una forte influenza su molti gruppi di genere.
Ha cominciato come chitarrista ma il patrigno batterista gli ha trasmesso la passione per la batteria. Come batterista, considera Stewart Copeland, Ginger Baker, Mitch Mitchell i più grandi di sempre.
Negli anni novanta Abe ha militato per un breve periodo nei Phallucy, prima di entrare nei Deftones.
Sua moglie Annalyn Seal appare anche come ospite nel brano MX, dall'album Around the Fur del 1997, nel quale canta al fianco di Chino.
Nel 2001 i Phallucy si riformarono e pubblicarono l'album Valium, che era stato registrato nel 1993 con Abe in organico ma aveva visto la luce solo dopo otto anni.
Da sempre batterista titolare della band, è interprete di controtempi e tempi dispari vari, dando una fantasia e pluralità notevole alle canzoni della band, passando dai ritmi lenti ai veloci con grande facilità. Esemplificativa del suo stile è Knife Party. Abe non ha mai cessato di evolvere e migliorare il suo stile contribuendo alla notorietà della band.

## Equipaggiamento
Abe ha una batteria Tama, composta da:
- 18"x24" Bass Drum
- 6.5"x14" Bell Brass Snare
- 7"x8" Tom Tom
- 9"x12" Tom Tom
- 16"x16" Floor Tom
- 16"x18" Floor Tom
- 8"x14" Snare Drum

Il set di piatti Zildjian è composto da:

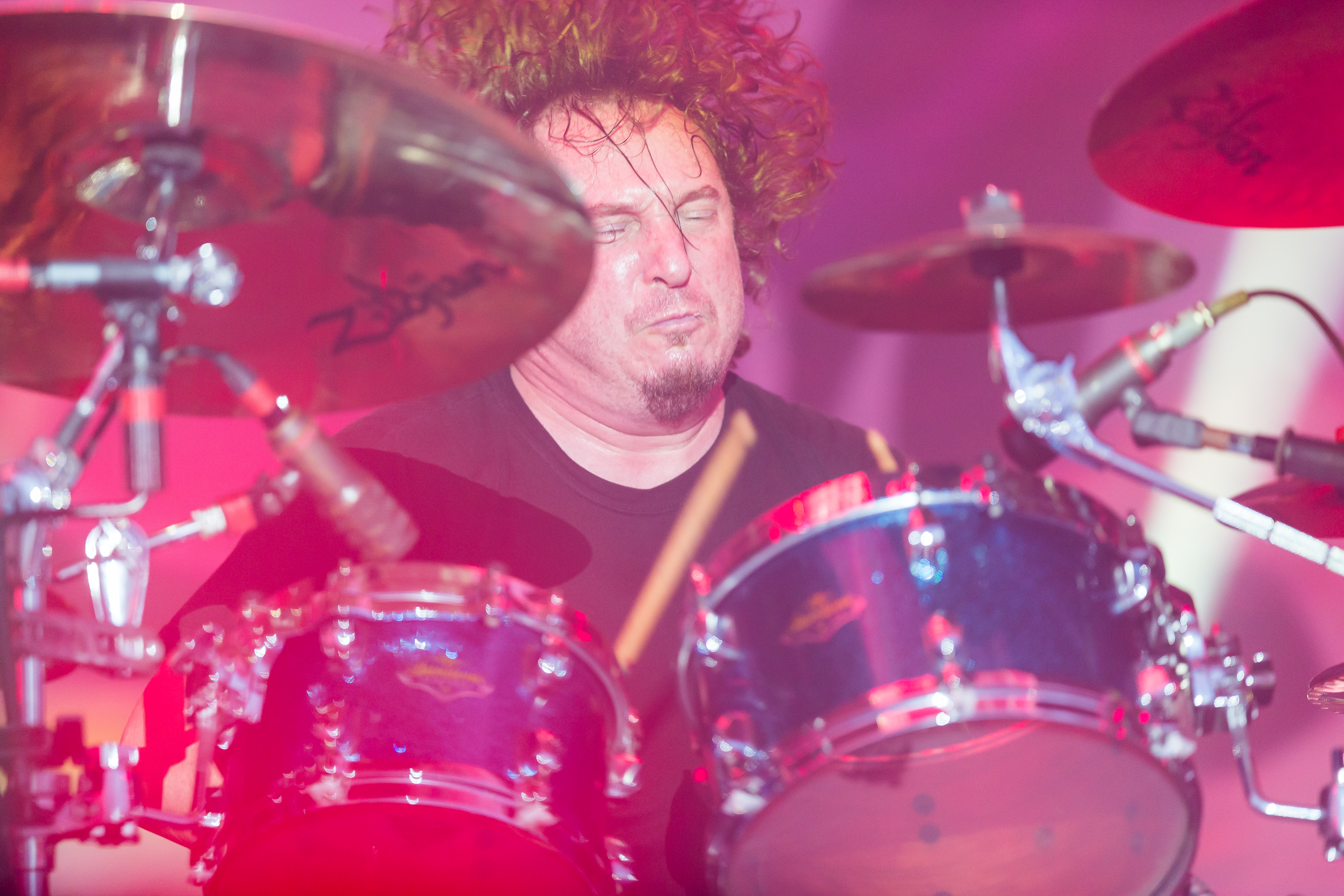
Abe Cunningham nel 2016

- 14" Hi Hat
- 8" Z Splash
- 19" Z Custom Thrash Ride
- 20" A Custom Projection Crash
- 10" Splash
- 24" A Medium Ride
- 20" Medium Thin Crash
- 20" Oriental China

## Discografia

### Con i Deftones
- 1995 – 'Adrenaline'
- 1997 – Around the Fur
- 2000 – White Pony
- 2003 – Deftones
- 2006 – Saturday Night Wrist
- 2010 – Diamond Eyes
- 2011 – Covers
- 2012 – Koi no yokan
- 2016 – Gore
- 2020 – Ohms

### Con i Phallucy
- 2001 – Valium

### Collaborazioni
- 1997 – Far – Soon (EP) (batteria in Savory)
- 2001 – Daycare – Daycare (batteria in Crankslut)